# 1955 no jornalismo
Nesta página encontrará referências aos acontecimentos directamente relacionados com o jornalismo ocorridos durante o ano de 1955.

## Nascimentos
| Data       | Nome             | Profissão                                     | Nacionalidade | Observações | Ref   |
| ---------- | ---------------- | --------------------------------------------- | ------------- | ----------- | ----- |
| 4 de março | António Catarino | jornalista                                    | Portugal      |             |       |
| 2 de abril | Cacau Menezes    | jornalista                                    | Brasil        |             |       |
| 5 de maio  | António Laginha  | bailarino, professor, coreógrafo e jornalista | Portugal      |             |       |
| setembro   | Carlos Magno     | jornalista                                    | Portugal      |             |       |
| ??         | António Louçã    | historiador e jornalista                      | Portugal      |             | [ 1 ] |

## Mortes
| Data | Nome | Profissão | Nacionalidade | Observações | Ref |
| ---- | ---- | --------- | ------------- | ----------- | --- |